# Große Moschee von Djenné

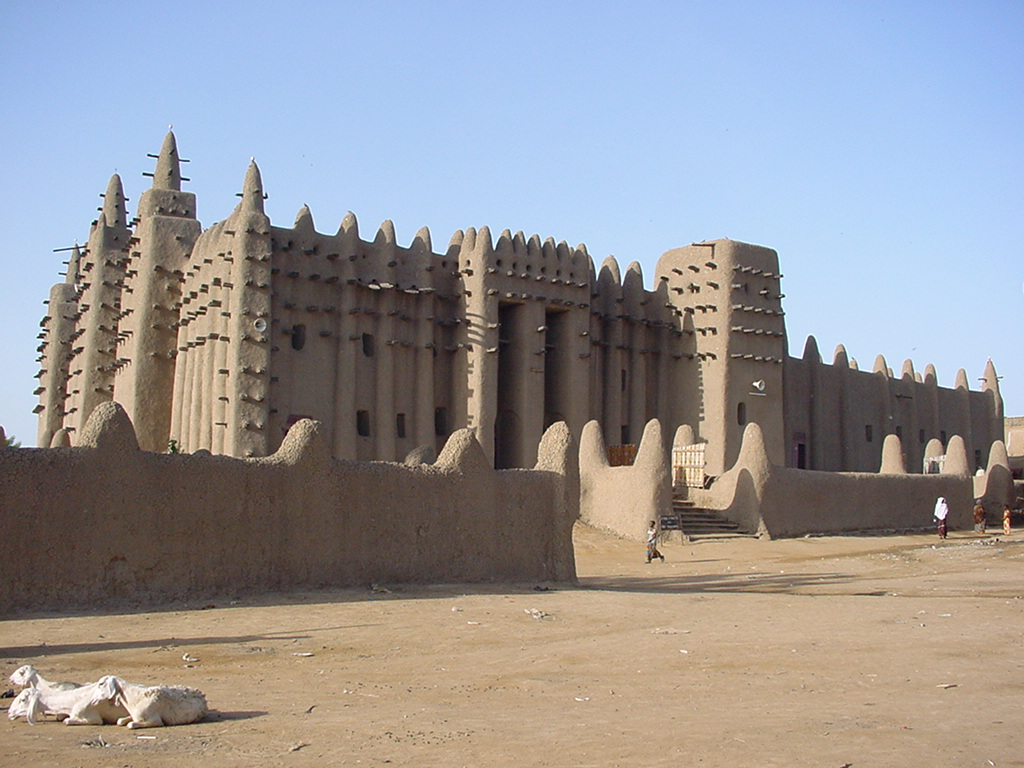
Nordmauer der Moschee mit dem Haupteingang

Die Große Moschee von Djenné ist das größte sakrale Lehmgebäude und gilt als ein Höhepunkt der sudanesisch-sahelischen Architektur in Mali. Die Moschee ist der Mittelpunkt der Stadt Djenné, im Binnendelta des Niger. Die Moschee zählt zu den berühmtesten Bauwerken Afrikas und wurde von der UNESCO im Jahr 1988 gemeinsam mit der Altstadt Djennés und einigen umliegenden Ausgrabungsstätten zum Weltkulturerbe erklärt.

## Geschichte

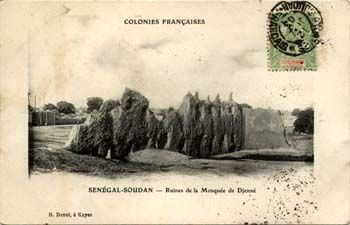
Ruine der Moschee von Djenné, Aufnahme aus dem frühen 20. Jahrhundert

Der Bau der ersten Moschee von Djenné lässt sich auf die Zeit zwischen 1180 und 1330 eingrenzen. Der Imam der Moschee Es-Sa'di schrieb 1620, dass im Jahr 1180 der Sultan Koi Kunboro vor 4200 Ulama öffentlich zum Islam übertrat. Anschließend stellte er seinen Palast den Gläubigen zur Verfügung und ließ ihn zur ersten Großen Moschee von Djenné umbauen. Seine beiden Nachfolger sollen noch die Türme und die Mauer hinzugefügt haben, so dass heute als Gründungsdatum das Jahr 1240 genannt wird.
Amadu Hammadi Bubu (auch: Sékou Amadou oder Seku Amadu), der Gründer des Massina-Reichs, ließ das Bauwerk 1834 zerstören und anschließend verfallen. Der Verfall wurde durch die Lehmbauweise, welche einer ständigen Überprüfung und Pflege bedarf, beschleunigt. Der Eroberer betrachtete die Moschee, da aus einem Palast entstanden, als zu üppig und luxuriös. Der einzige Teil, der vom ursprünglichen Gebäude übrig blieb, ist die Umfassung mit den Gräbern der lokalen Führer. Die zweite Moschee wurde bis 1896 auf Basis der alten Pläne wieder errichtet, war jedoch bescheidener gebaut. Sie wurde für die heutige Moschee jedoch wieder abgerissen, die sich in Größe und Aussehen an der ersten orientiert. Zu diesem Zeitpunkt war Djenné Teil von Französisch-Westafrika, und die Franzosen leiteten die Errichtung der Moschee und der nahe gelegenen Madrasa in die Wege und gaben politische und finanzielle Unterstützung. Der Bau der derzeitigen Großen Moschee begann 1906 und war wahrscheinlich 1907 oder 1909 abgeschlossen. Ismaila Traoré, der Vorsitzende der Maurergilde, leitete und überwachte den Bau. In welchem Umfang französische Ingenieure das Aussehen der Moschee beeinflussten, ist umstritten.
Viele Moscheen in Mali erhielten mittlerweile eine elektrische Verkabelung und sanitäre Einrichtungen. In einigen Fällen wurden dazu die Oberflächen der Moscheen verkachelt. Dabei wurden das historische Erscheinungsbild und die strukturelle Integrität der Gebäude zerstört. Die "Große Moschee von Djenné" wurde zwar mit einem Lautsprecher-System ausgestattet, die Bürger von Djenné widersetzten sich jedoch erfolgreich der äußeren Modernisierung des Gebäudes. Seit 1996 auf dem Dach und im Gebetsraum Modeaufnahmen für die französische Ausgabe des amerikanischen Magazin Vogue gemacht wurden, dürfen Nichtmuslime die Moschee nun nicht mehr betreten.
Anfang November 2009 stürzte der südliche Turm der Ostfassade ein, nachdem es innerhalb von 24 Stunden 75 mm geregnet hatte.
Der Wiederaufbau des Turms erfolgt im Rahmen von Restaurierungsarbeiten seit Januar 2009, die vom Aga Khan Trust for Culture finanziert werden.

## Gebäude

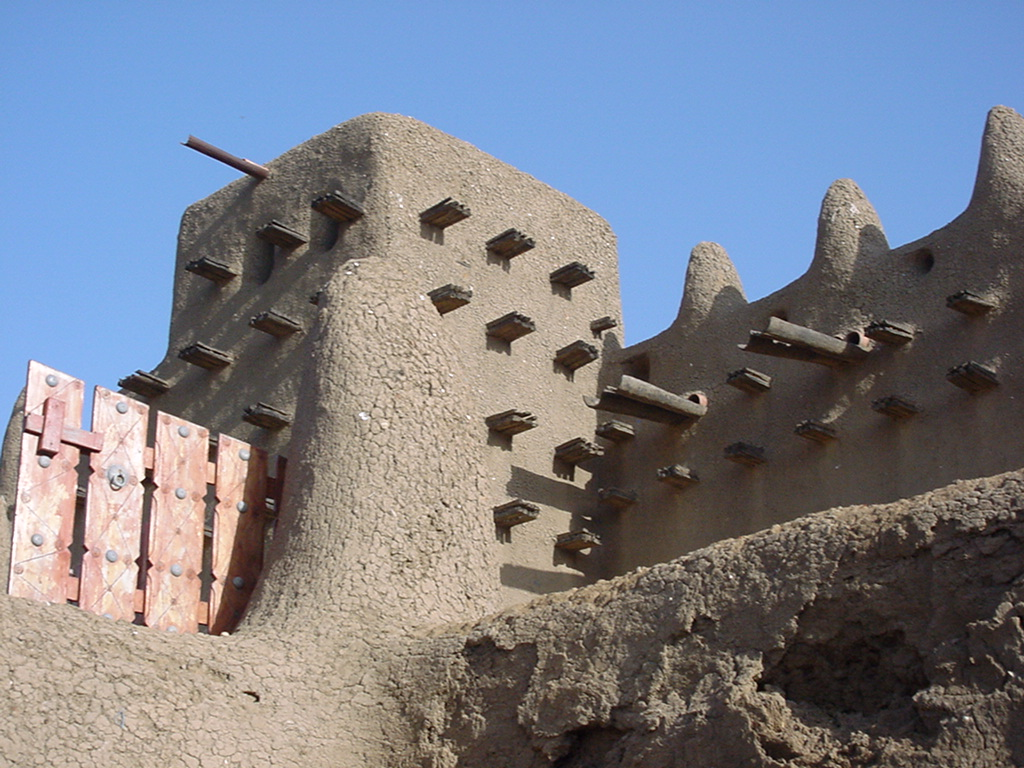
Palmstämme stabilisieren die Wände der Moschee und dienen bei Reparaturen als Gerüst

Die Wände der Großen Moschee bestehen aus sonnengetrockneten, ferey genannten Lehmziegeln, aus einem Mörtel auf Lehm-Basis und einem Lehmputz, dem das Gebäude seine regelmäßige Oberfläche verdankt. Je nach Mauerhöhe sind die Wände zwischen 41 und 61 cm dick. In den Mauern eingebrachte Palmyrapalmen-Stämme (siehe Abbildung) sollen helfen, Risse in der Wand durch die häufigen, sehr großen Schwankungen von Luftfeuchtigkeit und Temperatur zu vermeiden. Die Palmstämme ragen aus der Mauer heraus und dienen als Gerüst für Reparaturen.
Die Lehmwände isolieren das Gebäude gegen die Tageshitze, heizen sich tagsüber jedoch so auf, dass sie es während der Nacht warm halten. Über die Wände herausragende Keramikrohre sorgen dafür, dass das Regenwasser nicht die Wände herabläuft, was für einen Lehmbau fatal wäre. Die Gebetswand (qibla) der Großen Moschee ist ostwärts gegen Mekka ausgerichtet. Vor ihr liegt der Marktplatz der Stadt. Die Qibla wird durch drei große Minarette und achtzehn kleine Kuppeln überragt. In jedem Minarett führt eine spiralförmige Treppe zum Dach, auf dem eine konisch geformte Spitze sitzt, die mit einem Straußenei abschließt.

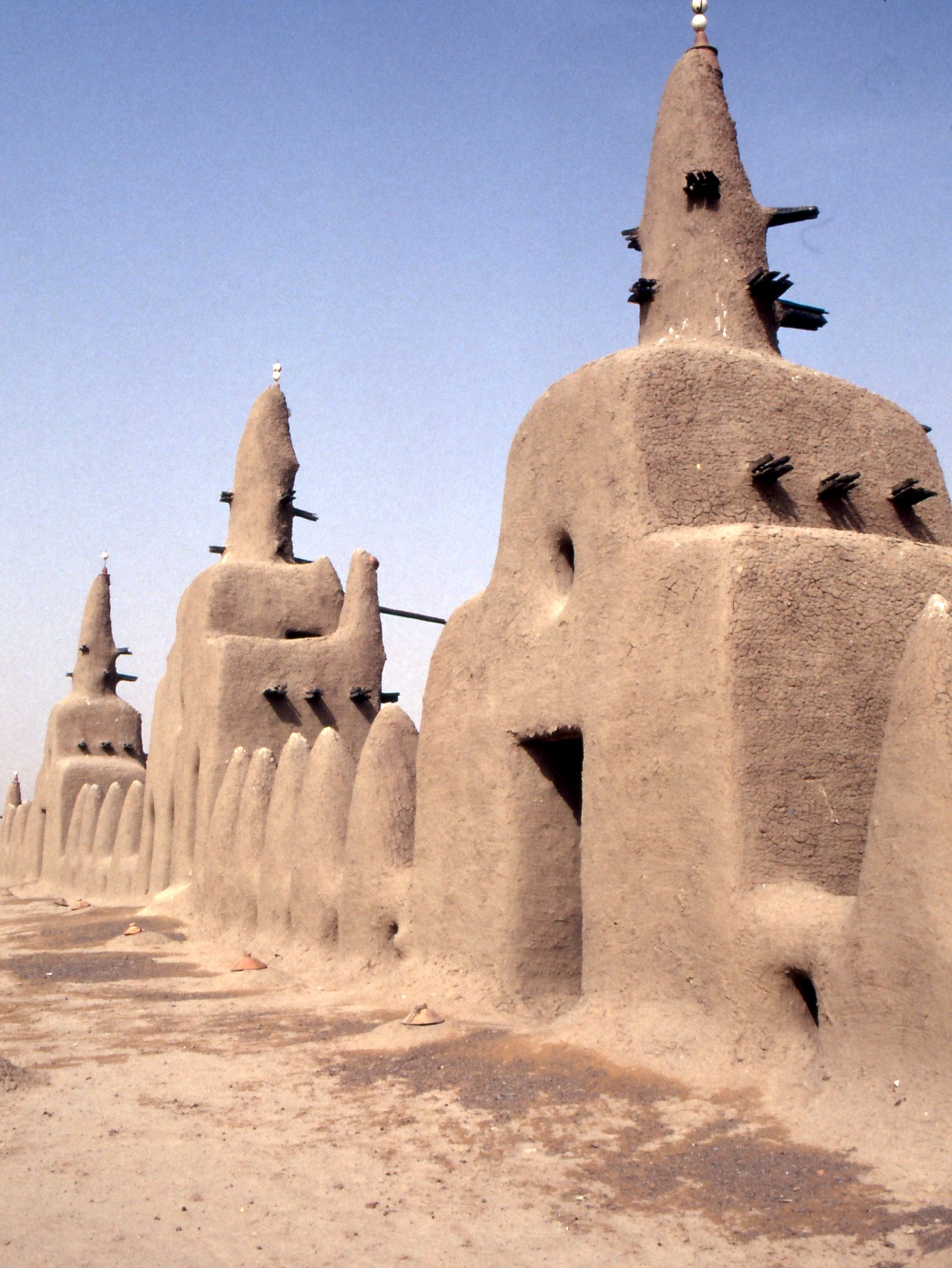
Auf dem Dach der großen Moschee von Djenné

Ein Dach bedeckt das eigentliche Moscheegebäude, die andere Hälfte der Anlage dient als offene Gebetshalle. Neunzig Holzsäulen in der inneren Gebetshalle stützen das Dach der Moschee. Wenn sich die Hitze in der Gebetshalle staut, werden die mit Keramikziegeln abgedeckten Lüftungsschlitze (mehr als 100) im Dach geöffnet. Die zweite, offene Gebetshalle liegt im Hof hinter dem überdachten Moscheeteil. Sie ist im Norden, Süden, Westen von Wänden umgeben, den östlichen Teil schließt der überdachte Moscheeteil ab. In den Wänden sind Arkaden eingelassen, die den inneren Hof umziehen. Mehr als 2000 Menschen haben darin Platz.
Wasserschäden, vor allem Überflutungen, waren die größte Sorge des Baumeisters Traoré, als er die Moschee erbaute. Die jährliche Flut des Bani Flusses lässt Djenné zu einer Insel werden, und auch Teile der Stadt werden überflutet. Traoré ließ deshalb die Moschee auf einer Anhebung von 5625 Quadratmetern errichten. Bislang blieb die Moschee auch von schweren Überschwemmungen verschont.
Die Gesamtanlage umfasst ein Areal von 3200 Quadratmetern. Ziemlich genau die Hälfte der Fläche nimmt das Betraumgebäude ein. Die Freitagsmoschee von Djenné ist im Stile des Frühislams eine Hof-Moschee mit Galerie. Der Hof misst 864 Quadratmeter, unter Einrechnung seiner Galerienanlage, 1144 Quadratmeter. Der Mihrāb-Turm erhebt sich über 18,5 Meter Höhe. Treppen- und Seitenturm sind niedriger mit 13 beziehungsweise 17,5 Metern Höhe. Zum Ausgleich der Unebenheiten der Bodenbeschaffenheit steht die Moschee auf einem Podium mit einer Höhe von 1,5 bis 2 Metern.

## Kulturelle Bedeutung

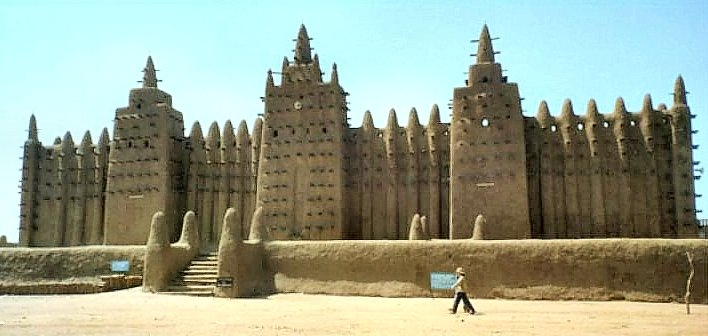
Moschee von Djenné

In einem jährlichen Fest, dem meist im April stattfindenden crepissage, reparieren die Einwohner von Djenné gemeinschaftlich die Schäden, die die Regenperiode der Moschee zugefügt hat. Bei Musik und gutem Essen bessern sie die Risse in den Mauerteilen aus, die durch die Schwankungen der Luftfeuchtigkeit und der Temperatur entstanden sind. In den Tagen vor dem Fest wird der für die Reparatur benötigte Lehmverputz in Gruben vorbereitet. Er muss über mehrere Tage mehrmals umgerührt werden. Diese Aufgabe fällt gewöhnlich den Jungen zu, die im vorbereiteten Lehmverputz spielen und ihn dabei umrühren. Die Frauen und Mädchen tragen das Wasser zu den Gruben und versorgen die Männer damit, die auf den Gerüsten arbeiten.
Das Fest beginnt mit einem Wettrennen unter den Männern, die den Lehmverputz von den Gruben zur Moschee bringen. Dort klettern sie auf das Gerüst aus den Palmenstämmen, das in die Wände eingelassen ist, und verschmieren den Verputz auf die Oberfläche der Moschee. Mitglieder der Maurerzunft leiten die Arbeiten.

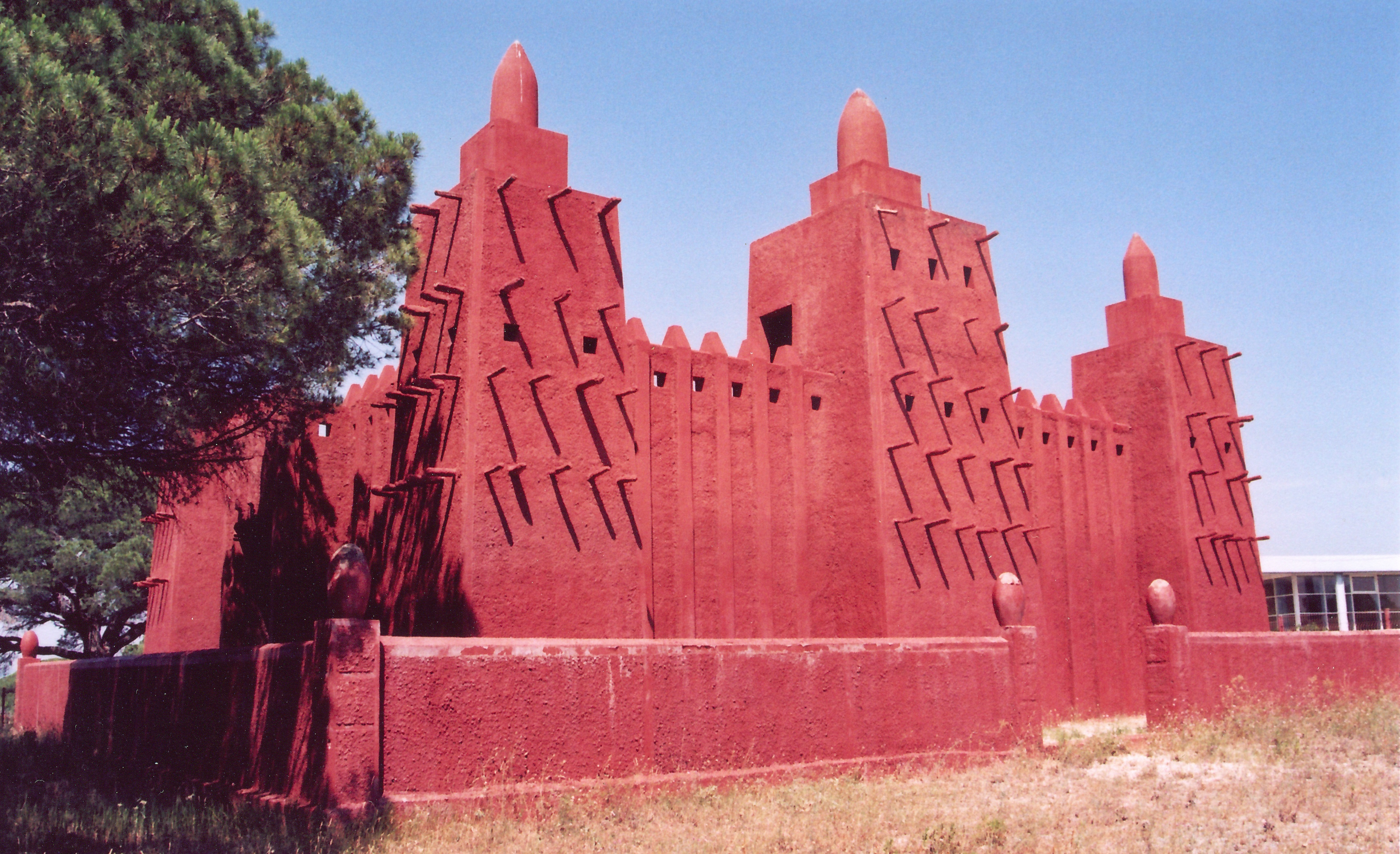
Missiri Moschee in Fréjus, Frankreich, 1930

Die Große Moschee von Djenné war im Mittelalter eines der wichtigsten islamischen Zentren. Tausende von Studenten kamen, um hier den Koran zu studieren. Auch wenn es zahlreiche Moscheen gibt, die älter sind als die heutige Moschee von Djenné, ist diese Moschee doch eines der wichtigsten Symbole sowohl der Stadt Djenné als auch des Staates Mali. Ihr Status als Wahrzeichen zeigt sich auch in dem stilistischen Einfluss auf die Moschee von Mopti (1933), einer verkleinerten Nachahmung in Frankreich (1930), oder dem Museum für Afrikanische Kunst (2005) in Südkorea.